# Dragoslavele
Dragoslavele est une commune située dans la partie nord du județ d'Argeș, en Roumanie. La ville est située près de l'ancienne frontière entre la Valachie et la Transylvanie, du côté de la Valachie.